# Catonvielle
Catonvielle is een gemeente in het Franse departement Gers (regio Occitanie) en telt 96 inwoners (2009). De plaats maakt deel uit van het arrondissement Auch.

## Geografie
De oppervlakte van Catonvielle bedraagt 3,0 km², de bevolkingsdichtheid is dus 32 inwoners per km².
De onderstaande kaart toont de ligging van Catonvielle met de belangrijkste infrastructuur en aangrenzende gemeenten.

## Demografie
Onderstaande figuur toont het verloop van het inwonertal (bron: INSEE-tellingen).